# 15. avgust
15. avgust je 227. dan leta (228. v prestopnih letih) v gregorijanskem koledarju. Ostaja še 138 dni.

## Dogodki
- 1444 – sklenjen Szegedski mirovni sporazum
- 1517 – posadka sedmih portugalskih ladij se v ustju Biserne reke sreča s kitajskimi predstavniki
- 1519 – ustanovljeno mesto Ciudad de Panamá
- 1534 – v Parizu ustanovljen jezuitski meniški red (potrjen 17. septembra 1540)
- 1535 – ustanovljena današnja prestolnica Paragvaja, Asunción
- 1620 – ladja Mayflower odpluje iz Southamptona proti Ameriki
- 1877 – Thomas Alva Edison na fonograf posname pesmico »Mary Had a Little Lamb«
- 1914 – Panamski prekop odprt za promet
- 1916 – prva uporaba tankov v boju
- 1944:
  - zavezniki se izkrcajo v Provansi (operacija Dragoon)
  - stavka metroja in policije v Parizu
- 1945 – po japonskem sprejemu pogojev vdaje je Koreja osvobojena
- 1947 – Indija postane neodvisna država
- 1948 – južno od 48. vzporednika je ustanovljena Republika Koreja
- 1960 – Kongo postane neodvisna država
- 1961 – začetek gradnje Berlinskega zidu
- 1969 – začetek festivala v Woodstocku
- 1971:
  - Bahrajn postane neodvisna država
  - Richard Nixon ukine konvertibilnost dolarja v zlato
- 1973 – ZDA prenehajo bombardirati Kambodžo
- 1975 – vojaški udar v Bangladešu
- 1994 – aretiran terorist Ilich Ramírez Sánchez, znan pod imenom Carlos Šakal
- 1998 – bombni napad v Omaghu (Severna Irska)

## Rojstva
- 1171 – Alfonz IX., kralj Leona († 1230)
- 1195 – sveti Anton Padovanski, portugalski redovnik, teolog, svetnik († 1231)
- 1250 – Matteo I. Visconti, vladar Milana († 1322)
- 1316 – John Eltham, angleški princ, 1. grof Cornwall († 1336)
- 1769 – Napoléon Bonaparte, francoski cesar († 1821)
- 1771 – Walter Scott, škotski pesnik in pripovednik, utemeljitelj zgodovinskega romana († 1832)
- 1785 – Thomas De Quincey, angleški pisatelj († 1859)
- 1803 – sir James Douglas, kanadski državnik († 1877)
- 1825 – Bernardo Joaquim da Silva Guimarães, brazilski pesnik, pisatelj, dramatik († 1884)
- 1831 – Gustav Ipavec, slovenski skladatelj († 1908)
- 1858 – Edith Nesbit, angleška pisateljica († 1924)
- 1872 – Aurobindo Ghose, indijski nacionalist, učenjak, filozof († 1950)
- 1883 – Ivan Meštrović, hrvaški kipar († 1962)
- 1885 – Edna Ferber, ameriška pisateljica, dramatičarka († 1968)
- 1890 – Jacques Ibert Jacques François Antoine Ibert, francoski skladatelj († 1962)
- 1893 – Leslie John Comrie, novozelandski astronom, računalnikar († 1950)
- 1896 – Lev Sergejevič Termen - Léon Theremin, ruski izumitelj († 1993)
- 1912 – Julia McWilliams-Child, ameriška kuharica († 2004)
- 1923 – Šimon Peres, izraelski politik, nobelovec 1994
- 1925 – Oscar Emmanuel Peterson, kanadski jazzovski pianist, skladatelj († 2007)
- 1938 – Janusz Andrzej Zajdel, poljski pisatelj († 1985)
- 1940 – Gudrun Ensslin, nemška teroristka († 1977)
- 1949 – Richard Deacon, valižanski kipar
- 1950 – Anne, britanska princesa
- 1974 – Uroš Kodelja, slovenski kajakaš
- 1990 – Jennifer Lawrence, ameriška igralka

## Smrti
- 778 – Roland, frankovski vojaški poveljnik
- 1038 – Štefan I., madžarski kralj (* 975)
- 1057 – Macbeth, škotski kralj (* 1005)
- 1064 – Abu Mohamed Ali ibn Ahmed Said ibn Hazm, mavrski muslimanski literat, zgodovinar, pravnik, teolog (* 994)
- 1118 – Aleksej I. Komnen, bizantinski cesar (* 1048)
- 1196 – Konrad II., švabski vojvoda (* 1172)
- 1257 – Jacek Odrowąż - Sveti Hijacint, poljski dominikanski menih, svetnik (* 1185)
- 1274 – Robert de Sorbon, francoski teolog (* 1201)
- 1279 – Albert I., vojvoda Braunschweig-Lüneburga (* 1236)
- 1293 – Capocchio, italijanski alkemist, heretik
- 1320 – Adalbertus Ranconis de Ericinio, češki teolog (* 1320)
- 1328 – Jesun-Timur, mongolski kan, cesar dinastije Yuan (* 1293)
- 1336 – Ivan Cornwallski, angleški princ, 1. grof Cornwalla († 1336)
- 1342 – Peter II., sicilski kralj (* 1304)
- 1357 – Karel I. Grimaldi, monaški vladar
- 1369 – Filipa Hainauška, angleška kraljica (* 1311)
- 1380 – Vettore Pisani, italijanski (beneški) admiral (* 1324)
- 1382 – Keijstut, litvanski veliki knez (* 1297)
- 1400 – Franco Sacchetti, italijanski pesnik, pisatelj (* med 1330 in 1335)
- 1568 – Stanislav Kostka, poljski svetnik (* 1550)
- 1870 – Lovro Toman, slovenski politik (* 1827)
- 1907 – Joseph Joachim, avstrijski violinist, skladatelj, dirigent (* 1831)
- 1935 – Wiley Hardeman Post, ameriški pilot (* 1898)
- 1951 – Artur Schnabel, avstrijski pianist (* 1882)
- 1959 – Blind Willie McTell, ameriški blues pevec, kitarist (* 1901)
- 1959 – Pavel Golia, slovenski pesnik, dramatik, publicist, prevajalec (* 1887)
- 1962 – Lei Feng, kitajski vojak, vzornik (* 1940)
- 1963 – Vsevolod Vjačeslavovič Ivanov, ruski pisatelj (* 1895)
- 1967 – René Magritte, belgijski slikar (* 1898)
- 1989 – Genda Minoru, japonski mornariški častnik, politik (* 1904)
- 1999 – sir Hugh Maxwell Casson, angleški arhitekt (* 1910)
- 2000 – Ena Begović, hrvaška filmska igralka (* 1960)
- 2003 – Mitja Vošnjak, slovenski politik, urednik, diplomat in pisatelj (* 1923)

## Prazniki in obredi
- Praznik Marijinega vnebovzetja; v nekaterih državah s katoliško in pravoslavno tradicijo dela prost dan:
  - Avstrija
  - Belgija
  - Kamerun
  - Hrvaška
  - Ciper
  - Francija
  - Grčija
  - Italija
  - Slonokoščena obala
  - Malta
  - Poljska
  - Portugalska
  - Slovenija
  - Španija
- Italija – začetek »ferragosta«
- Koreja – dan osvoboditve
- Indija – dan neodvisnosti